# Французький інститут східної археології
30°01′58″ пн. ш. 31°14′08″ сх. д. / 30.0327615° пн. ш. 31.2356706° сх. д.
Французький інститут східної археології (фр. Institut français d'archéologie orientale, IFAO) — французький інститут археологічних досліджень в Єгипті, що базується в Каїрі. Він охоплює всі періоди історії Єгипту. Є частиною Національного центру наукових досліджень (CNRS) і безпосередньо підпорядкований міністру з питань національної освіти та досліджень Франції.
Результати розкопок та досліджень опублікуються в численних книгах та журналах, які видає інститут.
Науково-дослідний інститут був заснований 28 грудня 1880 року як постійне представництво в Каїрі . 1898 року інститут отримав свою нинішню назву.

## Директори
- 1880—1881: Гастон Масперо
- 1881—1883: Ежен Лефебюр
- 1883—1886: Еміль Гребо
- 1886—1898: Юрбен Буріан
- 1898—1911: Еміль Гастон Шасіна
- 1912—1914: П'єр Лако
- 1914—1928: Жорж Фукар
- 1928—1940: П'єр Жуґе
- 1940—1953: Шарль Куенц
- 1953—1959: Жан Сент Фар Гарно
- 1959—1969: Франсуа Дома
- 1969—1976: Серж Сонерон
- 1977—1981: Жан Веркуттер
- 1981—1989: Поль Познер-Крієґер
- 1989—1999: Нікола Грімаль
- 1999—2005: Бернар Матьє
- 2005—2010: Лаура Панталаччі
- 2010—2015: Беатрікс Мідан-Рейне
- 2015-2019: Лоран Баваї
- з 2019: Лоран Кулон

## Періодичні видання
- Annales Islamologiques
- BCAI: Bulletin critique des Annales Islamologiques
- BCE: Bulletin de liaison du groupe international d'études de la Céramique Égyptienne
- BEC: Bibliothèque d'Étude Copte
- Bibliothèque d'Études
- BIFAO: Bulletin de l'Institut français d'archéologie orientale
- CAI: Cahiers des Annales Islamologiques
- CCE: Cahiers de la Céramique Égyptienne
- DFIFAO: Documents de Fouilles de l'Institut français d'archéologie orientale
- Études Alexandrines
- Études Urbaines
- FIFAO: Fouilles de l'Institut français d'archéologie orientale
- MIFAO: Mémoires publiés par les membres de l'Institut français d'archéologie orientale
- MMAF: Mémoires publiés par les membres de la Mission Archéologique Française du Caire
- Paléographie hiéroglyphique
- PIFAO: Publications du Service des antiquités de l'Égypte et de l'Ifao
- RAPH: Recherches d'Archéologie, de Philologie et d'Histoire
- RCEA: Répertoire Chronologique d'Épigraphie Arabe
- TAEI: Textes Arabes et Études Islamiques
- Temples
- TTA: Textes et Traductions d'Auteurs Orientaux
- Voyageurs occidentaux en Égypte